# Die Küchenuhr
Die Küchenuhr ist eine Kurzgeschichte des deutschen Schriftstellers Wolfgang Borchert. Sie entstand zu Beginn des Jahres 1947 und wurde am 27. August 1947 in der Hamburger Allgemeinen Zeitung veröffentlicht. In Buchform erschien sie erstmals im Dezember 1947 in Borcherts zweiter Prosasammlung An diesem Dienstag.
Die Kurzgeschichte handelt von einem jungen Mann, der bei einem Bombenangriff seine Eltern und sein Heim verloren hat. Mittels einer verbliebenen Küchenuhr erinnert er sich an die Fürsorge seiner Mutter und begreift das verlorene Familienleben als paradiesischen Zustand. Die Küchenuhr gehört zu den bekanntesten Werken Wolfgang Borcherts, gilt als typisches Beispiel der Trümmerliteratur und wird häufig im Schulunterricht behandelt.

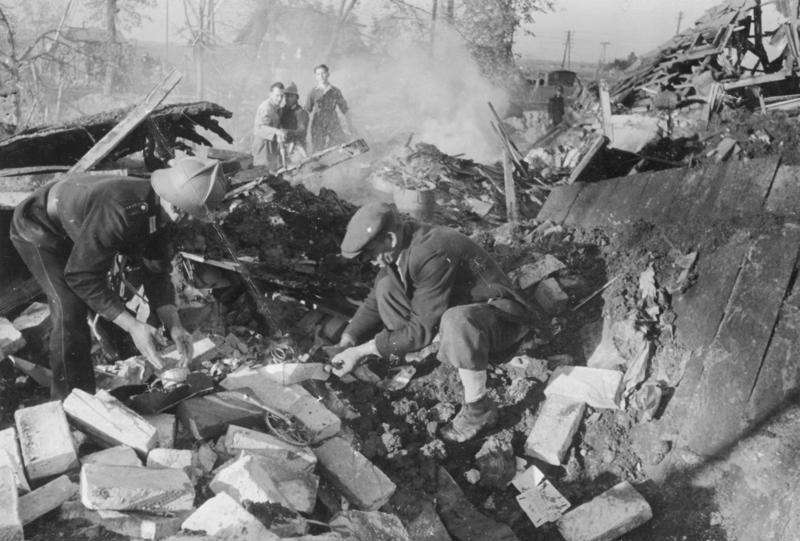
Zerstörungen in Borcherts Heimatstadt Hamburg nach einem britischen Luftangriff im Zweiten Weltkrieg

## Inhalt
Ein zwanzigjähriger Mann, dessen Gesicht bereits sehr alt wirkt, setzt sich zu anderen Menschen auf eine Bank. Bei einem Bombenangriff sind seine Eltern ums Leben gekommen und sein Heim ist zerstört worden. Alles, was ihm geblieben ist, ist eine kaputte Küchenuhr, die er den Anderen zeigt. Dass sie um halb drei stehengeblieben ist, erklärt ein Mann mit der Druckwelle einer Explosion. Den jungen Mann erinnert die Uhrzeit jedoch an seine nächtliche Heimkehr. Regelmäßig ist seine Mutter nachts aufgestanden, wenn er zu dieser Zeit nach Hause gekommen ist, hat ihm das Abendessen zubereitet und in der Küche gewartet, während er gegessen hat. Was ihm damals selbstverständlich erschienen ist, erkennt er erst rückblickend als Paradies. Nach dem Bericht vom Tod seiner Eltern verstummt er. Doch seinem Nebenmann geht nun das Wort „Paradies“ im Kopf herum.

## Form
Borcherts Sprache kennzeichnet laut Werner Zimmermann eine „niedrige Sprechlage“. Im beschränkten Wortschatz herrscht die Alltagssprache vor, der Satzbau ist oft nachlässig und „trümmerhaft“. Häufig eingesetzte Stilmittel sind die antithetische Verknüpfung von Gegensätzen und die Wiederholung sprachlicher Wendungen, durch die sich das Innenleben der Figuren offenbart. Die Sätze sind kurz und schlicht; sie stehen im Präteritum. Es wird nicht zwischen erzählender Prosa und direkter Rede unterschieden, jegliche Anführungszeichen fehlen, doch der Bericht wird immer wieder von Fragen unterbrochen. Die Situation selbst ist so knapp wie möglich gezeichnet, ohne dass die Geschichte von einer äußeren Wirklichkeit beeinflusst wird. Dadurch soll ihr innerer Gehalt laut Hans Graßl „geschlossen und klar hervortreten“.
Typisch für das Genre der Kurzgeschichte ist der unvermittelte Einstieg, zu dem Graßl beschreibt:„Mit wenigen, fast blassen Strichen entsteht sofort eine Situation.“ Zu dieser Technik trägt auch bei, dass Borchert die Figuren bereits mit Pronomina in die Handlung einbezieht, bevor sie eingeführt werden. Bis zum Ende der Geschichte entfalten sie kaum persönliche Individualität, sondern bleiben zeitbezogene und allgemeine Typen. Diese namenlose Typisierung der Figuren ist charakteristisch für Borcherts bekannteste Arbeiten wie Draußen vor der Tür, Das Brot oder Die Kirschen. Der Ort der Handlung erinnert an eine Kulisse, der Erzähler bleibt hinter den Figuren verborgen, die Handlung wird durch den Dialog dominiert.

## Interpretation

### Die Küchenuhr

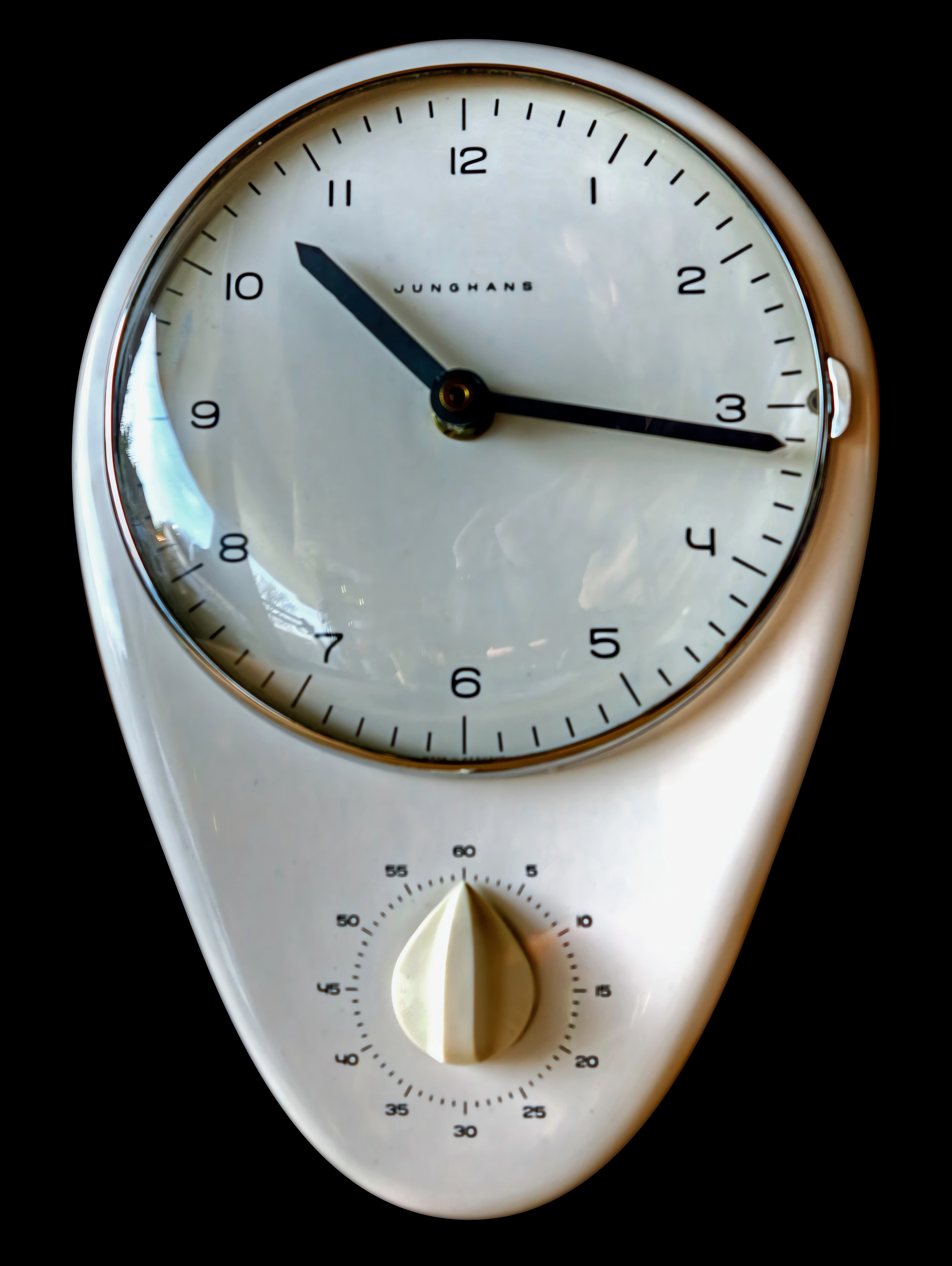
Alte Küchenuhr

Das zentrale Bild der Kurzgeschichte ist die Küchenuhr. Sie steht im Mittelpunkt zahlreicher gegensätzlicher Aussagen, die dem geringen gegenständlichen Wert ihren hohen ideellen Wert gegenüberstellen. Die Bedeutung der Uhr für den jungen Mann zeigt sich in häufigen Wiederholungen, etwa in der vielfachen Nennung der Uhrzeit, an der sie stehengeblieben ist. Gerade ihre Untauglichkeit für den Alltagsgebrauch – die kaputte Uhr ist nicht mehr imstande, die vergehende Zeit anzuzeigen – eröffnet den Blick auf eine höhere Wirklichkeit, die durch den gewöhnlichen Zeitablauf verdeckt wird. Werner Zimmermann sieht die Küchenuhr in ihrer Bedeutung über ein Erinnerungsstück oder ein Dingsymbol hinausreichen. Sie werde gerade im Gegensatz zwischen äußerlicher Wertlosigkeit und verborgenem Wert zu einer Reliquie, einem „Gegenstand von magischer Heilkraft“ für den Protagonisten und einer symbolischen Chiffre für den höheren Sinn der Geschichte.
Hans Graßl sieht in der Küchenuhr ein Zeichen der Zeit, die unwiederholbar abgelaufen sei. Gleichzeitig sei ihr Kreislauf, den der junge Mann mit dem Finger nachzeichnet, auch ein Symbol für seine Lebenssituation, nachdem er ohne Eltern und Zuhause allein und schutzlos in der Welt stehe. Von der Gemeinschaft der Anderen abgewiesen, richtet der junge Mann sein Selbstgespräch an die Uhr, der er ein „Gesicht“ verleiht, sie personifiziert. Die Tellerform der Uhr stehe auch für das gemeinschaftliche Mahl, das der junge Mann einst in der Familie erlebt habe. Auch nach dem Tod der Eltern weise die Telleruhr auf den Fortbestand und das Fortwirken der Familie hin.

### Das Paradies
Die Uhr verweist auf das zweite zentrale Bild der Geschichte, das so genannte „Paradies“. Mit diesem Wort bezeichnet der junge Mann einen vergangenen Zustand, den die Uhr durch ihr Stehenbleiben konserviert hat. Jede Nacht um halb drei fand etwas statt, was zum Zeitpunkt des Geschehens bloß als „selbstverständlich“ empfunden wurde: ein Akt von Mutterliebe, in dem die Mutter ihrem Sohn das Essen zubereitete und ihm Gesellschaft leistete. Diese kommentarlos hingenommene Handlung zeigt laut Wilhelm Große „eine ganz tiefe, einfache, nicht hinterfragte Liebe“ und wird zum Symbol für Menschlichkeit. Durch den Krieg wurde diese Menschlichkeit zerstört, das nächtliche Beisammensein verklärt sich zu einem paradiesischen Zustand, der nun unerreichbar ist. Die Kurzgeschichte greift das biblische Thema der Vertreibung aus dem Paradies auf.
Laut Hans Graßl nimmt der junge Mann das Paradies erst wahr, als es bereits unwiederbringlich verlorengegangen ist, erkennt die mütterliche Fürsorge erst nach ihrem Tod. Dennoch zeige seine Heiterkeit, dass noch die Erinnerung an ein besessenes aber verlorenes Paradies besser sei als die vorige blinde Selbstverständlichkeit. Zuvor sei der gleichgültig hingenommene Liebesbeweis stets vom Frieren und Schweigen der Mutter begleitet gewesen. Ihr Gefühl von Kälte sei nicht bloß auf die Küchenfliesen zurückzuführen, sondern auch auf die Leere, die der entfremdete Sohn jede Nacht nach Hause brachte. Indem dieser die dargebotene Treue und Liebe nicht anerkannte und auf das bloße Stillen des körperlichen Hungerbedürfnisses reduzierte, habe der Sohn sein Paradies selbst verraten. Der Schreck dieser Erkenntnis lasse ihn vorzeitig altern, am Ende bleibe ihm in seinem Schuldgefühl nur das große Schweigen.

### Der junge Mann
Die Hauptperson der Kurzgeschichte zeichnet sich durch widersprüchliche Eigenschaften aus: Jung in seinem Gang, besitzt er ein „ganz altes Gesicht“. Der Widerspruch setzt sich in seinem Verhalten und in seinen Reden fort. Für Wilhelm Große steht der Mann durch den Tod seiner Eltern unter Schock und sei verrückt geworden. Der Wahnsinn habe sich in sein Gesicht eingegraben, werde jedoch nur indirekt gezeigt durch die Verlegenheit, mit der die Anderen auf den jungen Mann reagieren, indem sie etwa den Blickkontakt meiden. Gleichzeitig sieht Große den Mann aus seiner Position des Verrückten viele Dinge klarer sehen. Gerade er als aus der Norm Gefallener zeige den Anderen auf, wie die Welt wieder ins Lot gerückt werden könne. Für Dieter Schrey hat die Erkenntnis des Paradieses durch die Hölle des Krieges den jungen Mann hingegen nachhaltig zerstört. Fixiert auf die Uhr sei er wie diese um halb drei stehengeblieben und nicht mehr in der Lage, eine andere Realität als die durch die Uhr transportierten Erinnerungen anzunehmen.
Werner Zimmermann wendet sich gegen eine „naturalistisch-nihilistische Deutung“, die den Widerspruch des heiteren Verhalten des Mannes zu seinen bedrückenden Erlebnissen durch Symptome ausbrechenden Wahnsinns erklärt. Er erkennt vielmehr ein Ent-rücktsein als ein Ver-rücktsein, wenngleich die Zustände ineinander übergingen. Der junge Mann habe aus seiner leidvollen Erfahrung heraus eine Erleuchtung erlebt, die ihn mit innerer Heiterkeit erfülle und aus seiner Einsamkeit herausführe. Auch das „alte“ Gesicht des jungen Mannes sieht er nicht bloß als Folge der durchlittenen Kriegserlebnisse. Wenn es am Ende heißt: „Dann sagte er nichts mehr. Aber er hatte ein ganz altes Gesicht.“, dann lege die Verknüpfung „aber“ eine andere Bedeutung von Alter nahe: eine durch die Nähe des Todes entstandene Altersweisheit, die den jungen Mann gelehrt habe, hinter der Äußerlichkeit das Wesen zu erblicken, hinter den Dingen die höhere Wirklichkeit.

### Die Anderen
Nur zwei Figuren werden neben dem Protagonisten detaillierter herausgestellt: ein Mann und eine Frau mit einem Kinderwagen. Die anderen Personen auf oder neben der Bank bleiben stumme Beobachter und Zuhörer. Obwohl sie ebenso vom Krieg betroffen sind wie der junge Mann, entsteht keine Schicksalsgemeinschaft. Alle sind mit sich selbst beschäftigt, bleiben einander fremd. Trotz der intimen Bekenntnisse des jungen Mannes bleibt das Gespräch unpersönlich. Bezeichnenderweise stellt auch die erste Frage keine der eingeführten Figuren, sondern „jemand“. Die Anderen wenden sich von dem jungen Mann ab, als dieser ihnen seine Lebensgeschichte erzählt, so dass er ein Selbstgespräch mit seiner Uhr beginnt. Die Geschichte lässt so, laut Hans Graßl, in den Trümmern des Krieges ein Gefühl von Einsamkeit und Heimatlosigkeit entstehen.
Erst am Ende gelingt es dem jungen Mann, doch einen Schicksalsgenossen zu erreichen. Während der Mann auf der Bank zuvor noch wichtig über die Wirkungsweise der Bombe referiert und ausweichend auf seine Schuhe geblickt hatte, ist er nun von der Geschichte des Jungen erfasst und ergriffen worden. In geistiger Übereinstimmung verbleiben beide am Ende tief in sich selbst versunken.

### Das Ende
Den offenen Schluss der Geschichte bezieht Werner Zimmermann nicht bloß auf die Handlung selbst, sondern auch auf ihre Wirkung auf den Leser. So wie der junge Mann seiner Umgebung etwas von dem Sinn, der für ihn in seiner Küchenuhr liege, mitgeteilt habe und sein Nebenmann nun fortwährend an das Wort „Paradies“ denke, hinterlasse die Geschichte auch eine Wirkung beim Leser, der „nachdenklich geworden und innerlich in Bewegung gebracht“ sei.
Für Wilhelm Große überdauert in der Küchenuhr ein vergangener paradiesischer Zustand, der am Ende der Geschichte aufleuchte. Die während des Zweiten Weltkriegs allgegenwärtige Zerstörung – sowohl äußerlich wie seelisch – werde überwunden und die Möglichkeit einer Gestaltung der Zukunft aufgezeigt. Indem die Humanität in der Geschichte nicht als etwas Abgehobenes, Unerreichbares präsentiert, sondern auf kleine, alltägliche Handlungen zurückgeführt werde, könne sich auf deren Basis eine neue, humane Gesellschaft formieren.

## Entstehungsgeschichte

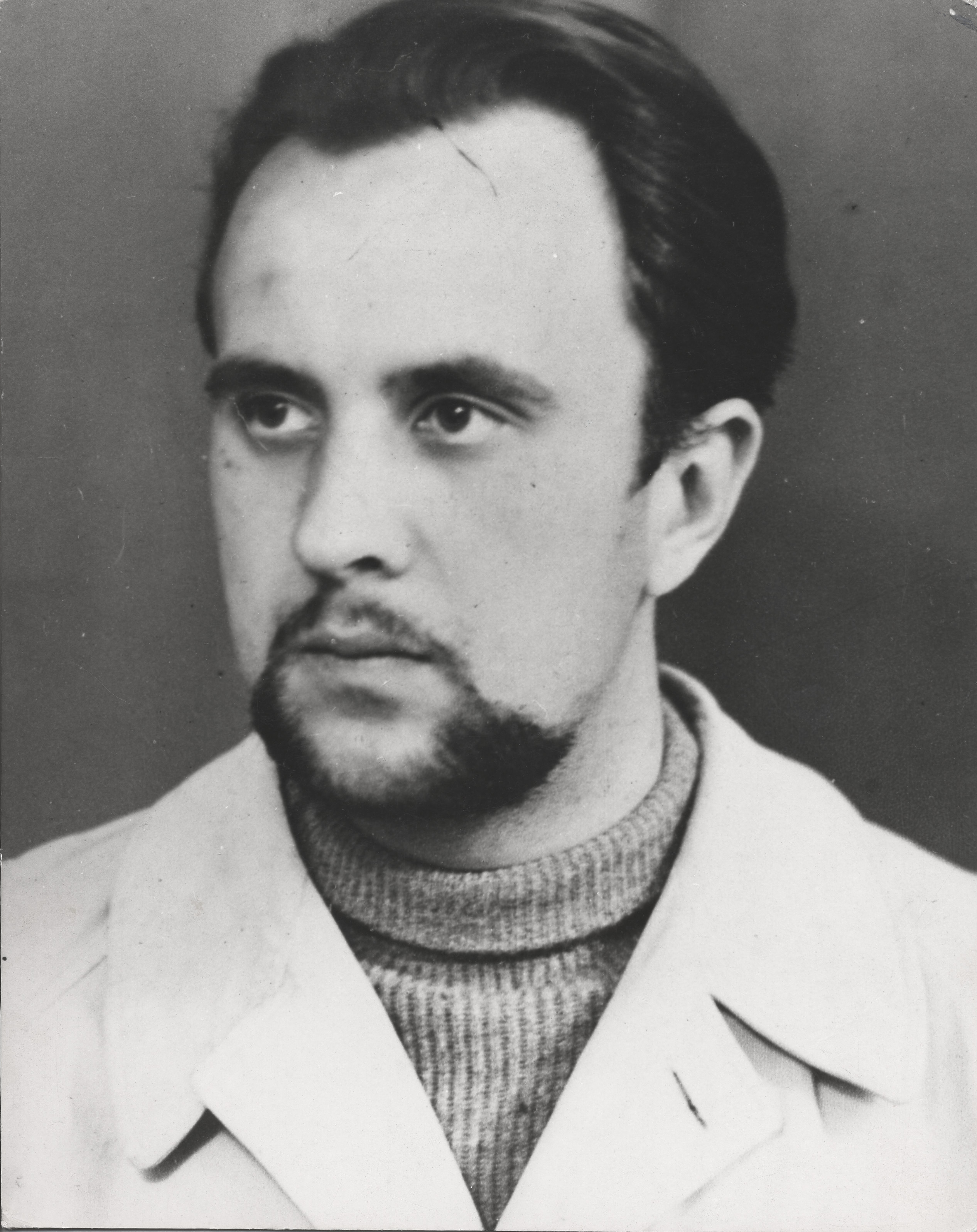
Wolfgang Borchert, 1945

Die Küchenuhr entstand zu Beginn des Jahres 1947. Zu dieser Zeit war der schwer kranke Borchert bereits bettlägerig und verfasste aus seinem Krankenbett heraus einige Dutzend Kurzgeschichten und das Drama Draußen vor der Tür. Am 20. November verstarb er im Basler St.-Clara-Spital im Alter von 26 Jahren. Die Küchenuhr wurde erstmals am 27. August 1947 in der Hamburger Allgemeinen Zeitung veröffentlicht. Im Dezember desselben Jahres wurde sie in Borcherts zweite Prosasammlung An diesem Dienstag aufgenommen. Der postum publizierte Band wurde von Rowohlt verlegt, der Erstauflage von 5000 Exemplaren folgte bereits im Folgemonat eine zweite Auflage in der gleichen Höhe. 1949 wurde Die Küchenuhr ins ebenfalls von Rowohlt verlegte Gesamtwerk Wolfgang Borcherts aufgenommen.

## Rezeption
Die Kurzgeschichte Die Küchenuhr gehört zu den bekanntesten Kurzgeschichten Wolfgang Borcherts und wird von Theo Elm zu dessen besten Kurzgeschichten gezählt. Dieter Hoffmann sieht in ihr eines der berühmtesten Beispiele für eine Dinggeschichte, in der ein Gegenstand zum Ausdruck von Erlebnissen, Lebenssituation oder Daseinsgefühl des Protagonisten wird. Die Küchenuhr wird häufig im Deutschunterricht behandelt und gilt als typisches Beispiel der Trümmerliteratur. Laut Franz-Rudolf Weller endet die Kurzgeschichte mit einem „berühmt gewordenen Schlußsatz“: „Er dachte immerzu an das Wort Paradies.“

### Textausgaben
- Wolfgang Borchert: An diesem Dienstag. Neunzehn Geschichten. Rowohlt, Hamburg/Stuttgart 1947, S. 52–54.
- Wolfgang Borchert: Das Gesamtwerk. Rowohlt, Reinbek 2007, ISBN 978-3-498-00652-5, S. 237–239.

### Sekundärliteratur
- Hans Graßl: Die Küchenuhr. In: Rupert Hirschenauer, Albrecht Weber (Hrsg.): Interpretationen zu Wolfgang Borchert. Oldenbourg, München 1995, ISBN 3-486-01909-0, S. 82–88.
- Wilhelm Große: Wolfgang Borchert. Kurzgeschichten. Oldenbourg, München 1995, ISBN 978-3-637-88629-2, S. 54–57.
- Werner Zimmermann: Deutsche Prosadichtung der Gegenwart. Teil II. Schwann, Dusseldorf, 1962, S. 129–134.